# Бриновка
Јелина рујница (Lactarius semisanguifluus) јестива је гљива иако нема претјерано лијеп укус. Синоним за њу је бринковка. Спада у род Рујница.

## Клобук
Клобук је величине од 3 до 6 ценитиметара. Већ млад са рупицама на тјемену или барем средишње спљоштен, убрзо све више љевкаст; подврнутог, па равног и доста оштрог руба, често валовитог. Врло свијетло кожнато или наранђастоокер, са зонама кроз које пробија зеленкаста боја попут магле, односно готово бијел, и тада углавном без зона. Кожица се током влажног времена сужава, а док је суво постаје храпава и лагано се скида и то само уз руб. На додир најприје вински поцрвени, па позелени.

## Листићи
Листићи су понешто силазни, или са јарком и зупцем прирасли, густи, веома различито дуги, ужи, 3-4 милиметра. Свијетлонаранђжасти, у тону мркве, на озлијеђеним или пригњеченим мјестима мрљају са тамнозеленом.

## Отрусина
Отрусина или остисак спора је свијетлоокер.

## Млијеко
Млијеко је најобилније у доњем дијелу стручка, најприје као мрква наранђжасто, након једног сата карминпумпурно, на крају вински црвено с лила дашком. Мало горчи, током дуљег жвакања буде љуткасто, понекад и запече.

## Стручак
Стручак је кратак, 2-3 cm, или танак 3-6/0,8-1,2, у дну заобљено сужен. Гладак, односно магличаст, али без јамица, понекад само тамније (црвенкасто) замрљан на окер основи: у доњем дијелу почесто зеленкаст. С дебелом кором и трстикастом језгром, убрзо шупаљ.

## Месо
Месо је релативно танко, свега неколико милиметара. У језгри стручка (која је без млијека) потпуно бијело, иначе мало жућкасто, попут маргарина, под кожицом у старије гљиве и зелено. Сувозрне структуре, врло дробљиво. Врло горко и прилично љуто - подношљиво када се испржи.

## Хемијске реакције
Месо на гвајак постаје нагло сиво-винскицрвено.

## Микроскопија
Споре у обрису грбаве од бубуљица, које су мрежасто поређане, ниске и широке, овоидно-елипсоидне или готово округле, често са једне стране угласто сужене.

## Станиште и распрострањеност
Крај јела и борова, особито обилно с спољног руба шуме, гдје се може континуирано повезати и од неколико километара. Наша најмасовнија гљива, бројнија чак и од млијечнице, може је се сакупити на тоне, првенствено у планинама. Нема је једино у јадранском басену.

## Доба
VIII-XI

## Јестивост
Горкасто и љуткасто месо губи жестину кад се силира или испржи на маслацу, осносно на жару - тада је доста квалитетна. Значајно је што се не може набрати у огромним количинама, те укиселити у зимницу.

## Сличне врсте
Многи све врсте рујница бркају не само међусобно него и са златним љутачама. Обје су нејестиве због свог прекуће-љутог млијека и меса.
Рујнице се међусобно најлакше разликују према понашању млијека. Смрчина рујница има као мрква наранђжасто млијеко које након једног сата изблиједи. Права или борова рујница има црвено млијеко које на крају позелени. Јелина ријница има млијеко првобитно боје мркве које постаје виноцрвено. Плавокрвна рујница има плаво млијеко испод кожице.